# Umberto Saba
Umberto Saba właśc. Umberto Poli (ur. 9 marca 1883 w Trieście, zm. 26 sierpnia 1957) – włoski poeta i prozaik.
Był twórcą nie związanym z żadnym z kierunków poezji włoskiej XX wieku. Tworzył oryginalną lirykę, prostą, subtelną, jednocześnie nowoczesną pod względem formy.

## Wybrane zbiory poezji
- Poesie (1911)
- Preludio e fughe (1928)
- Il canzoniere (1945)

Polski wybór jego wierszy z różnych lat był wydawany w tomach Śpiewnik (1983) oraz Triest i Poeta (2001).